# Demonizzazione
La demonizzazione è una tecnica retorica e ideologica della propaganda e della disinformazione, o alterazione dei fatti e delle descrizioni (vicina alla sacralizzazione inversa, o vittimismo) finalizzata al presentare singoli individui, gruppi di persone, organizzazioni, etnie, culture, ideologie politiche, credenze o tradizioni religiose ecc. come fondamentalmente malvagie, deleterie e/o pericolose, come modo di giustificare una o più specifiche caratteristiche, o anche di attribuire uno o più valori negativi ad un determinato soggetto (individuale o collettivo, o entrambi) per farlo apparire contrario, quindi sbagliato o colpevole, rispetto a ciò che l'accusatore crede o vorrebbe far credere.
La demonizzazione produce un'immagine deliberatamente negativa di qualcuno o qualcosa, con l'obiettivo di influire sull'accusato o su altre persone; viene detta demonizzazione in quanto al soggetto passivo di accuse vengono attribuiti tratti demoniaci o maligni. Sebbene non costituisca di per sé la violazione di una legge, è strettamente correlata a reati quali la diffamazione e la calunnia.

## Religione
Piuttosto che rifiutare l'esistenza di altre religioni politeistiche, il proselita afferma che non ci sono divinità ma demoni che adescano i propri adepti. La demonizzazione è più frequentemente associata ai missionari cristiani nel tentativo di convertire popolazioni pagane o ebrei o musulmani e altre religioni che hanno simili pratiche.
Molte religioni infatti, incluse l'islam, l'ebraismo e il cristianesimo sono state demonizzate, sia da elementi propri che alieni. D'altra parte, religioni demonizzanti hanno condotto a guerre di religione e violenze varie.
In aggiunta a tale punto di vista, la demonizzazione riflette diversi scopi da una posizione secolare. In poche parole, può essere usata per denigrare un gruppo sociale nemico, rendendo i loro membri meno inclini a concludere affari con essi e più inclini alla violenza. Se gli stranieri sono malvagi e corrotti da tali condizionamenti, qualsiasi tentativo di auto difesa è facilmente assunto come legittimo. Anche senza guerra, la demonizzazione presenta delle ottime giustificazioni per la soppressione di altri gruppi demonizzate. Analogamente, la reiterata strage di tutti i pagani in medio oriente verso gli adoratori di Baal è un esempio di tale portata.
Nei primi libri della Bibbia, in particolare, le divinità straniere sono ritratte come entità corrotte piuttosto che idoli potenti. Alcuni vedono tale status come un mutamento dovuto al cristianesimo post niceneo e alla successiva scomparsa del paganesimo. Successivamente, tale lessico fu ripreso durante l'inquisizione spagnola in riferimento all'espulsione degli ebrei e degli arabi dalla penisola iberica.
Il primo giudaismo trattava le divinità straniere alla stessa maniera di demoni e mostri, e tale intolleranza sopravvisse anche successivamente. Il male assoluto appare ancora fino alla fine del ventesimo secolo quando si decise di ritornare all'originale testo ebraico.
La demonizzazione esiste anche nelle religioni monoteistiche. Il politeismo facilmente accetta divinità straniere e, in tempo di guerra, una divinità aliena può indurre il popolo al male, inteso come punizione divina. Più raramente, potrebbe essere applicato ad altre religioni. Per es. alcune tensioni tra gli induisti che considerano Buddha come l'incarnazione di Visnù inviato ad ingannare la gente.

## Politica
Opposte parti politiche spesso ricorrono alla demonizzazione, ad es. i cavalieri templari furono accusati da Filippo il bello di adorare Baphomet, spesso confuso con Beelzebub, può essere stato utilizzato a causa della somiglianza di tale divinità con l'immagine del nemico per antonomasia dei cristiani